# Unión Deportiva Maracena
La Unión Deportiva Maracena es un club de fútbol de la ciudad de Maracena (Granada) España. Se fundó en 1945, y actualmente milita en la División de Honor Andaluza.
El estadio del club es la Ciudad Deportiva Maracena, ubicada en la Avenida José Comino del mismo municipio.